# André Delelis
André Delelis (ur. 23 maja 1924 w Cauchy-à-la-Tour, zm. 4 września 2012 w Lens) – francuski polityk, działacz związkowy i samorządowiec, parlamentarzysta, w latach 1981–1983 minister.

## Życiorys
Po ukończeniu szkoły podstawowej kształcił się w kolegium w Auchel. W 1935 dołączył do młodzieżówki socjalistycznej. Po wyzwoleniu Francji pracował jako urzędnik w administracji swojej rodzinnej miejscowości, po przeprowadzce do Lens był zatrudniony jako przedstawiciel handlowy. W 1945 przystąpił do centrali związkowej CGT, później przeszedł do nowej federacji CGT-FO. Pełnił rożne funkcje w strukturach związkowych. Należał do Francuskiej Sekcji Międzynarodówki Robotniczej, z którą później współtworzył Partię Socjalistyczną. Wchodził w skład biura wykonawczego swoich partii (1961–1981), a od 1961 do 1972 pełnił funkcję drugiego sekretarza na szczeblu federalnym.
W 1959 zasiadł w radzie miejskiej w Lens, od 1962 pełnił funkcję pierwszego zastępcy mera. W latach 1962–1982 wchodził w skład rady departamentu Pas-de-Calais. Od 1966 do 1998 sprawował urząd mera Lens. W 1967, 1968, 1973, 1978 i 1981 wybierany na deputowanego do Zgromadzenia Narodowego. W latach 1973–1986 był radnym regionu Nord-Pas-de-Calais, obejmował funkcje przewodniczącego frakcji socjalistów i wiceprzewodniczącego rady regionalnej.
Od maja 1981 do marca 1983 zajmował stanowisko ministra handlu w pierwszym i drugim rządzie Pierre’a Mauroy. W latach 1983–1992 zasiadał w Senacie.